# Ахметов, Руслан Юсупджанович
Русла́н Юсупджа́нович Ахме́тов (19 февраля 1940, Ивантеевка, Московская область — 23 июля 2005, Москва, Россия) — советский и российский актёр театра и кино.

## Биография
Родился 19 февраля 1940 года в подмосковном городе Ивантеевка, был первенцем в семье служащих. Отец — Юсупджан Ахунджанович Ахметов, родом из Узбекистана, инженер-текстильщик, мать — Вера Кузьминична Белякова. Они познакомились в конце 1930-х годов. У них родилось двое сыновей — Руслан (крещён Рафаилом) и Александр (1947—2011).
В 1950 году Ахметовы переехали в Москву, где Руслан стал учеником средней школы № 509. Во время учёбы увлекался спортом, играя в волейбольной команде, занимался в двух театральных студиях. Окончив школу в 1958 году, с первой попытки поступил на актёрский факультет ВГИКа на курс Михаила Ильича Ромма, который  окончил в 1963 году.
В 1962—1963 годах — актёр Московского экспериментального театра пантомимы «Эктемим» п/р А.А. Румнева. В 1964—2000 гг. — актёр Театра-студии киноактёра. Работал на дубляже. Участвовал в спектаклях Театра-студии киноактёра: «Отчаяние», «Дурочка», «Целуй меня, Кэт», «Щелкунчик и мышиный король» и других.
Самая известная роль — водитель Эдик в кинокомедии Леонида Гайдая «Кавказская пленница». «Будь проклят тот день, когда я сел за баранку этого пылесоса! Недаром говорил великий и мудрый Абу-Ахмат ибн Бей, первый шофёр этой машины: „Учти, Эдик! Один Аллах ведает, куда девается искра у этого недостойного выродка в славной семье двигателей внутреннего изгорания! Да отсохнет его карбюратор во веки веков!“» — говорил молодой шофер из «Кавказской пленницы».
В 1968 году актёр снялся в музыкальной комедии «Белый рояль», которая сегодня незаслуженно забыта. Между тем роль молодого композитора Шоди получилась одной из самых ярких в карьере Ахметова. В 1972 году режиссёр Александр Птушко, мастер масштабных сказочных и былинных постановок, выпустил ленту «Руслан и Людмила». Ахметову досталась роль Ратмира, одного из соперников Руслана. Говорят, что после выхода «Руслана и Людмилы» Ахметову не давали прохода поклонницы, сведенные с ума его образом. Также он сыграл не менее блистательные роли: Курнабаев («За час до рассвета»), Чингиз («Птицы над городом»).
Друзья рассказывают, что в последние годы Руслан пил постоянно и на уговоры близких остановиться и взяться за ум почти не реагировал. Тем более что желающих ему налить было достаточно: он рассказывал, что актёр, что снимался в «Кавказской пленнице»… Ему могли поначалу не верить, но потом, убедившись, что не врет, охотно угощали.
Скончался 23 июля 2005 года в Москве, на 66-м году жизни, при невыясненных обстоятельствах. В качестве официальной причины смерти указали острую сердечную недостаточность, хотя друзья считали, что актёра отравили суррогатным алкоголем.
Урна с прахом Ахметова захоронена на Новоселковском кладбище в Ивантеевке.

## Личная жизнь
Первая жена — француженка, артистка Большого театра Наталья Гапонова. В декабре 1963 года у них родилась дочь Елена. Супруги разошлись, Наталья вместе с дочерью уехала во Францию.
Незарегистрированные отношения — актриса Театра на Таганке Нина Забродина, с которой Ахметов познакомился в начале 1970-х годов. Они жили вместе почти десять лет, но в конце 1980-х расстались.

## Фильмография

### Роли в кино
- 1958 — Солдатское сердце — Алим Ахмедов
- 1959 — Утренний рейс (короткометражка) — Вагис
- 1961 — В пути — студент с гитарой
- 1964 — Буря над Азией — Джамал Ахмедов
- 1965 — Двадцать шесть бакинских комиссаров — Ашраф
- 1965 — Операция «Ы» и другие приключения Шурика — студент
- 1966 — Айболит-66 — один из комиков, трагиков и пиратов
- 1967 — Кавказская пленница, или Новые приключения Шурика — Эдик, водитель машины «скорой помощи»
- 1967 — На Киевском направлении — солдат Ахметов
- 1967 — За нами Москва — Шелашкуров
- 1968 — Белый рояль — Шоди
- 1970 — Морской характер — морской пехотинец
- 1970 — Сохранившие огонь — Коля, водитель Клявина
- 1971 — 12 стульев — 1-й гитарист в театре «Колумб»
- 1971 — Захар Беркут — боярин
- 1972 — Руслан и Людмила — Ратмир
- 1973 — За час до рассвета — Курнабаев
- 1973 — Дмитрий Кантемир — Али-Бей
- 1974 — Птицы над городом — Чингиз
- 1976 — Здесь проходит граница — пограничник
- 1977 — Кольца Альманзора — пират Ахмет
- 1979 — Город принял — Дубровский
- 1979 — Несколько дней из жизни И. И. Обломова — предводитель турок в Петербурге
- 1981 — Родня — водитель такси
- 1981 — Брелок с секретом — снабженец в тюбетейке
- 1987 — В дебрях, где реки бегут… — индеец Большой Олень
- 1989 — Женщины, которым повезло — Абдуллаев
- 1990 — Сообщница — отчим Сауле
- 1990 — Овраги — Барханов
- 1992 — На Дерибасовской хорошая погода, или На Брайтон-Бич опять идут дожди — узбекский бандит Назрулаев
- 1992 — Луна-парк — гость на юбилее
- 1993 — Кодекс бесчестия — грузчик в аэропорту
- 1996 — Научная секция пилотов — эпизод
- 1996 — Привет, дуралеи! — заказчик, предлагал Федору поработать киллером
- 2004 — Время жестоких — Джамал Сафарович

### Озвучивание
- 1976 — Настоящий тбилисец и другие
- 1983 — Бьют — беги! — водитель Габо (роль Т. Саралидзе)
- 1984 — Пора седлать коней — Калыш (роль О. Нагиева)